# چگالی شار مغناطیسی
چگالی شار مغناطیسی به مقدار شار مغناطیسی گذرنده از واحد سطح گفته می‌شود. آن را با B نمایش می‌دهند که از رابطهٔ زیر بدست می‌آید:
B=ɸ/A
در این رابطه، φ نماد شار مغناطیسی و A نماد مساحت است.
واحد آن در سیستم SI، «نیوتن بر آمپر بر متر» یا «تسلا» است.

## توصیف

مقایسه میدان مغناطیسی (H)، چگالی شار مغناطیسی (B) و بردار مغناطش (M) در داخل و خارج یک آهنربای میله ای استوانه ای.

نیروی وارد شده به یک بار الکتریکی به محل، سرعت و جهت آن بستگی دارد. برای توصیف این نیرو از دو قسمت برداری استفاده شده‌است. اولین میدان الکتریکی است، که نیروی وارد بر یک بار ثابت را توصیف می‌کند و جزء نیرو را مستقل از حرکت می‌دهد. در مقابل، میدان مغناطیسی جزئی از نیرو را توصیف می‌کند که متناسب با سرعت و جهت ذرات باردار باشد. این میدان توسط قانون نیروی لورنتس تعریف شده‌است و در هر لحظه، عمود بر حرکت بار و نیرویی است که تجربه می‌کند.